# KC Schrezheim
Der KC Schrezheim e. V. ist ein Kegelclub aus einem Ortsteil (Schrezheim) von Ellwangen. Der KC Schrezheim ist einer der erfolgreichsten Sportkegelvereine des Württembergischen Kegler- und Bowling-Verband e. V. Bekannt ist der Verein durch die erste Frauenmannschaft, sie spielt in der höchsten Spielklasse, der Kegel-Bundesliga (Classic), und durch die zahlreichen internationalen Erfolg einiger Spielerinnen und des Trainers.

## Geschichte
Am Anfang fanden sich zehn junge Männer regelmäßig jeden Sonntag zum Kegeln auf der Kegelbahn in Schrezheim ein. Es war der Spaß an der Sache und die aktive Freizeitgestaltung, welche die jungen Leute in einer guten Kameradschaft fester zusammenwachsen ließen. Der Wunsch, auch am offiziellen Kegeln teilnehmen zu können, war letztendlich der Grund, einen Verein zu Gründen und der Keglervereinigung (KV) Aalen beizutreten.
1961 wurde der zehn Mann starke Kegelclub „Einer steht immer“ auf der Kegelbahn Kucher in Schleifhäusle gegründet. Anton Blank übernahm zugleich das Amt des Vorstands. 1967 fand die erste Generalversammlung des damals schon sehr erfolgreichen Clubs statt. Während dieser Versammlung wurde auch der Name in „Kegelclub Schrezheim“ umgetauft.
1982 erfolgte ein Umzug von den Klosterfeldbahnen auf die neu erbaute Kegelanlage im Ellwanger Hallenbad. 1984 erfolgte eine weitere Umsiedlung auf die neu erbaute Kegelbahn in Schwabsberg. Sie wurde den Bedürfnissen der Sportkegler voll gerecht, war technisch auf dem neuesten Stand und die Atmosphäre dort entsprach voll den Erwartungen.
2000 wurde zusammen mit dem KC Schwabsberg eine eigenständige Keglervereinigung, die KV Jagst, gegründet. 2013 trennten sich die Wege des KC Schrezheim und des KC Schwabsberg, jeder gründete einen eigenständigen Kegelverein.

## Mannschaften
Es gibt drei Frauenmannschaften, vier Männermannschaften und jeweils eine Gemischte-, Senioren und Seniorinnenmannschaft.

## Kegeltreff am Kloster
2004 begann der Verein eine Kegelbahn zu bauen. Im Ellwanger Ortsteil Schleifhäusle konnte neben dem ehemaligen Ordenshaus Josefstal der Ordensgemeinschaft Comboni-Missionare die Kegelbahn erbaut werden. Die hoch-moderne 4-Bahnen-Anlage bietet neben den sportlichen Wettbewerben auch Platz für Hobbykegler und Feierlichkeiten.

## Erfolge
Der Verein ist sehr erfolgreich. Viele Mannschaftsmeisterschaften und auch sehr viele Einzelmeisterschaften konnten für den KC Schrezheim errungen werden. Die wichtigsten Mannschaftserfolge im Überblick:
1970 erster Meistertitel der Herrenmannschaft. 1979 wurde die erste Frauenmannschaft gegründet, diese gewann in dreimaliger Folge den Meistertitel. 1993 wurde die Frauenmannschaft Meister in der Landesliga. 1997 fand der erste Aufstieg der Frauen in die zweite Bundesliga statt. 2005 stieg die Frauenmannschaft in die Classic-Liga, heute erste Bundesliga auf. 2011 die zweite Frauenmannschaft stieg in die dritte Bundesliga auf. 2012 stieg die zweite Frauenmannschaft in die zweite Bundesliga auf. Einige Spieler des KC Schrezheim nahmen an internationalen Wettbewerben teil und waren dort immer sehr erfolgreich:
| Jahr | Spieler         | Titel                                                                                                   |
| ---- | --------------- | --- |
| 2004 | Sissi Schneider | Weltmeisterin Mannschaft                                                                                |
| 2005 | Sissi Schneider | Vizeweltmeisterin Mannschaft                                                                            |
| 2005 | Bianca Schuster | Vizeweltmeisterin Mannschaft                                                                            |
| 2006 | Bianca Schuster | Weltmeisterin Kombination, Vizeweltmeisterin Paarkampf, Vizeweltmeisterin Mannschaft                    |
| 2006 | Wolfgang Lutz   | Weltmeistertrainer Junioren                                                                             |
| 2007 | Kathrin Lutz    | Weltmeisterin Mannschaft                                                                                |
| 2009 | Wolfgang Lutz   | Weltmeistertrainer Herren, Vizeweltmeistertrainer Frauen                                                |
| 2013 | Nicole Binder   | Platz drei Weltpokal                                                                                    |
| 2013 | Saskia Barth    | Vizeweltmeisterin Tandem, Vizeweltmeisterin Mannschaft, Bronze in der Kombination, Platz vier im Einzel |